# Státní znak Protektorátu Čechy a Morava

Větší znak Protektorátu

Protektorát Čechy a Morava používal dva státní znaky – menší a větší. Oba byly zavedeny společně s novou vlajkou na základě vládního nařízení č. 222/1939 Sb. ze dne 19. září 1939.

## Větší znak
Větší znak Protektorátu Čechy a Morava měl čtvrcený štít, v jehož 1. a 4. poli byl český dvouocasý lev na červeném štítu a ve 2. a 3. poli bílo-červeně šachovaná moravská orlice na modrém štítu. Kresby obou těchto figur, například šachování orlice, byly značně odlišné od kreseb na znacích ČSR.
Větší znak byl rovněž součástí standarty státního prezidenta.

### Oficiální popis
Oficiální popis většího znaku:
| „ | Větší znak Protektorátu Čechy a Morava má štít čtvrcený. V jeho pravém horním a levém spodním poli jest znak český: na červeném štítě stříbrný dvouocasý lev ve skoku vpravo hledící, úst rozžavených, s jazykem vyplazitým, čelenkou a zbrojí, vše zlaté barvy. V levém horním a pravém spodním poli znak moravský: na modrém štítě orlice vpravo hledící, stříbrně a červeně šachovaná, s čelenkou a zbrojí, vše zlaté barvy. | “ |

## Menší znak

Menší znak Protektorátu

Menší znak Protektorátu Čechy a Morava byl přetvořený malý znak republiky Československé, z něhož byl odstraněn srdeční štítek se slovenským znakem a celá kresba lva byla značně pozměněna. Znak byl totožný s prozatímním státním znakem Československa z roku 1919.

### Oficiální popis
Oficiální popis menšího znaku:
| „ | Menší znak Protektorátu Čechy a Morava jest: Na červeném štítě stříbrný dvouocasý lev ve skoku vpravo hledící, úst rozžavených, s jazykem vyplazitým, čelenkou a zbrojí, vše zlaté barvy. | “ |